# Didemnum perlucidum
Didemnum perlucidum is een zakpijpensoort uit de familie van de Didemnidae. De wetenschappelijke naam van de soort werd in 1983 voor het eerst geldig gepubliceerd door Françoise Monniot.

## Verspreiding
Didemnum perlucidum is een wijd verspreid koloniale zakpijp. De soort werd voor het eerst beschreven in Guadeloupe in het Caribisch gebied, maar werd later ook gevonden in Brazilië, West-Afrika, de Golf van Mexico en de Indo-Pacific, waaronder Hawaï, Guam en de ingang van de Stille Oceaan naar het Panamakanaal. Zoölogen beschouwen D. perlucidum als cryptogeen (van onbekende oorsprong) over een groot deel van zijn verspreidingsgebied, maar er zijn verschillende recente gebeurtenissen in havens of op door de mens gemaakte constructies waarvan bekend is dat het aldaar als exoot is geïntroduceerd. Deze omvatten de Golf van Mexico, Florida, Guam, Hawaï en de Pacifische kust van Panama. Het is een algemeen onderdeel van de aangroeigemeenschap in dit gebied en is waarschijnlijk geïntroduceerd door scheepsaangroei. Het kan een breed scala aan organismen overwoekeren, waaronder enkele commercieel belangrijke soorten zoals gekweekte mosselen.